# Práskač (film, 1982)
Práskač (v originále La Balance) je francouzský kriminální film z roku 1982, který režíroval Bob Swaim. Snímek měl světovou premiéru 10. listopadu 1982.

## Děj
Pařížská policie vytvoří speciální vojenské jednotky, které nasadí do městského podsvětí, aby se vypořádala s nárůstem kriminality. Každá skupina má svou síť informátorů, bez kterých nemůže fungovat.
V Belleville je jednoho večera zavražděn jeden z informátorů. Hlavní inspektor Palouzi, jeden z inspektorů teritoriální brigády, který často využíval jeho služeb, se domnívá, že jeho informátora zlikvidoval Roger Massina, kterého sice už dlouho sleduje, ale nemá proti němu žádné důkazy. Chce za každou cenu najít nového informátora a jeho volba padne na malého pasáka, André Laffonta, bývalého člena Massinova gangu a na jeho přítelkyni a prostitutku Nicole Danet.

## Obsazení
| Nathalie Baye       | Nicole Danet                     |
| Philippe Léotard    | André Laffont                    |
| Richard Berry       | hlavní inspektor Mathias Palouzi |
| Maurice Ronet       | Roger Massina                    |
| Bernard Freyd       | kapitán                          |
| Christophe Malavoy  | Tintin                           |
| Jean-Paul Comart    | Belgičan                         |
| Albert Dray         | Carlini                          |
| Florent Pagny       | Simoni                           |
| Tcheky Karyo        | Petrovic                         |
| Raouf Ben Yaghlane  | Djerbi                           |
| Galia Salimo        | prostitutka Sabrina              |
| Sam Karmann         | Paulo Sanchez                    |
| Robert Atlan        | Ayouche                          |
| Luc-Antoine Diquéro | Picard                           |
| Jean-Daniel Laval   | Arnaud                           |
| Geoffrey Carey      | poskok                           |
| Michel Amphoux      | Guy                              |
| Claude Villers      | Oasisův šéf                      |
| Mostefa Zerguine    | hlídač                           |
| Patrick Guillaumes  | nemělý policista                 |
| Catherine Le Dall   | pomocnice                        |
| Guy Dhers           | Calemard                         |
| François Berléand   | inspektor                        |
| Marc Ballif         | dealer                           |
| Christian Gaubert   | zabiják                          |
| David Overbey       | zabiják                          |

## Ocenění
- César: nejlepší film, nejlepší herec (Philippe Léotard), nejlepší herečka (Nathalie Baye), nominace v kategoriích nejlepší režie (Bob Swaim), nejlepší původní scénář nebo adaptace (Bob Swaim a Mathieu Fabiani), nejslibnější herec (Tcheky Karyo a Jean-Paul Comart)